# Vescovana
Vescovana est une commune italienne de la province de Padoue, dans la région Vénétie.

## Administration
| Période                                  | Période | Identité | Étiquette | Qualité |
| ---------------------------------------- | ------- | -------- | --------- | ------- |
|                                          |         |          |           |         |
| Les données manquantes sont à compléter. |         |          |           |         |

### Communes limitrophes
Barbona, Boara Pisani, Granze, Rovigo, Sant'Urbano, Stanghella, Villa Estense.

## Personnalités
Le coureur cycliste Mario Lusiani (1910-1983), champion olympique en 1928, est né à Vescovana.